# Bob Hope

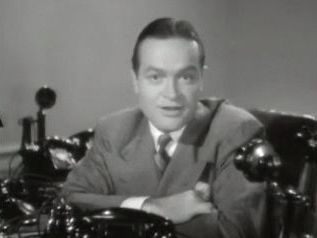
Bob Hope

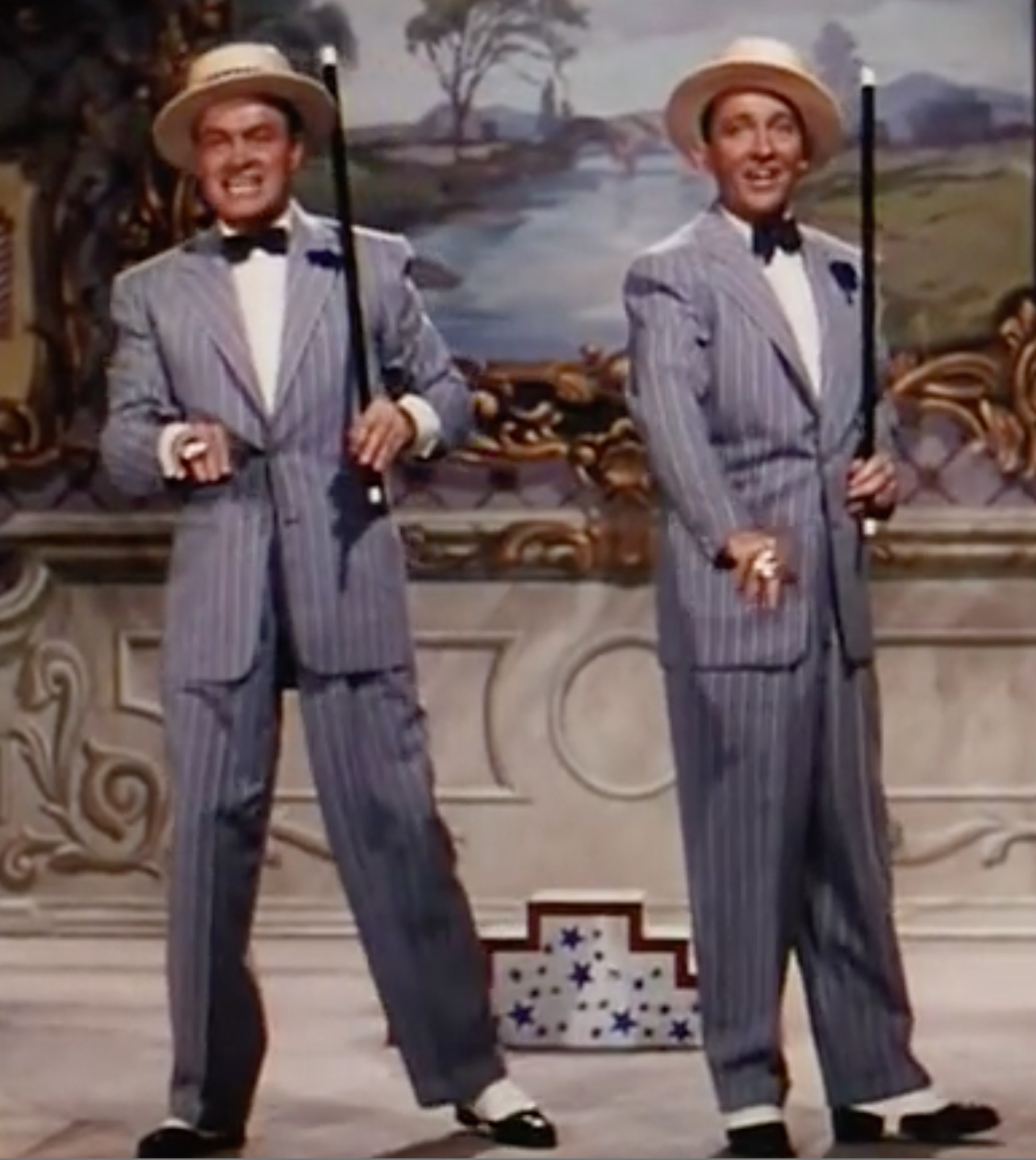
Bob Hope a Bing Crosby ve filmu Road to Bali z roku 1952

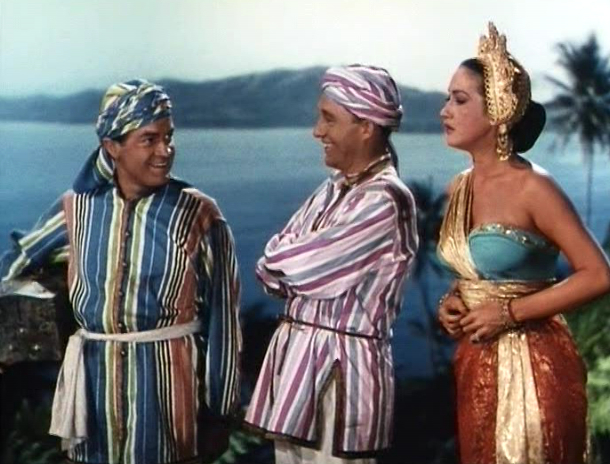
Bob Hope, Bing Crosby a Dorothy Lamourová ve filmu Road to Bali

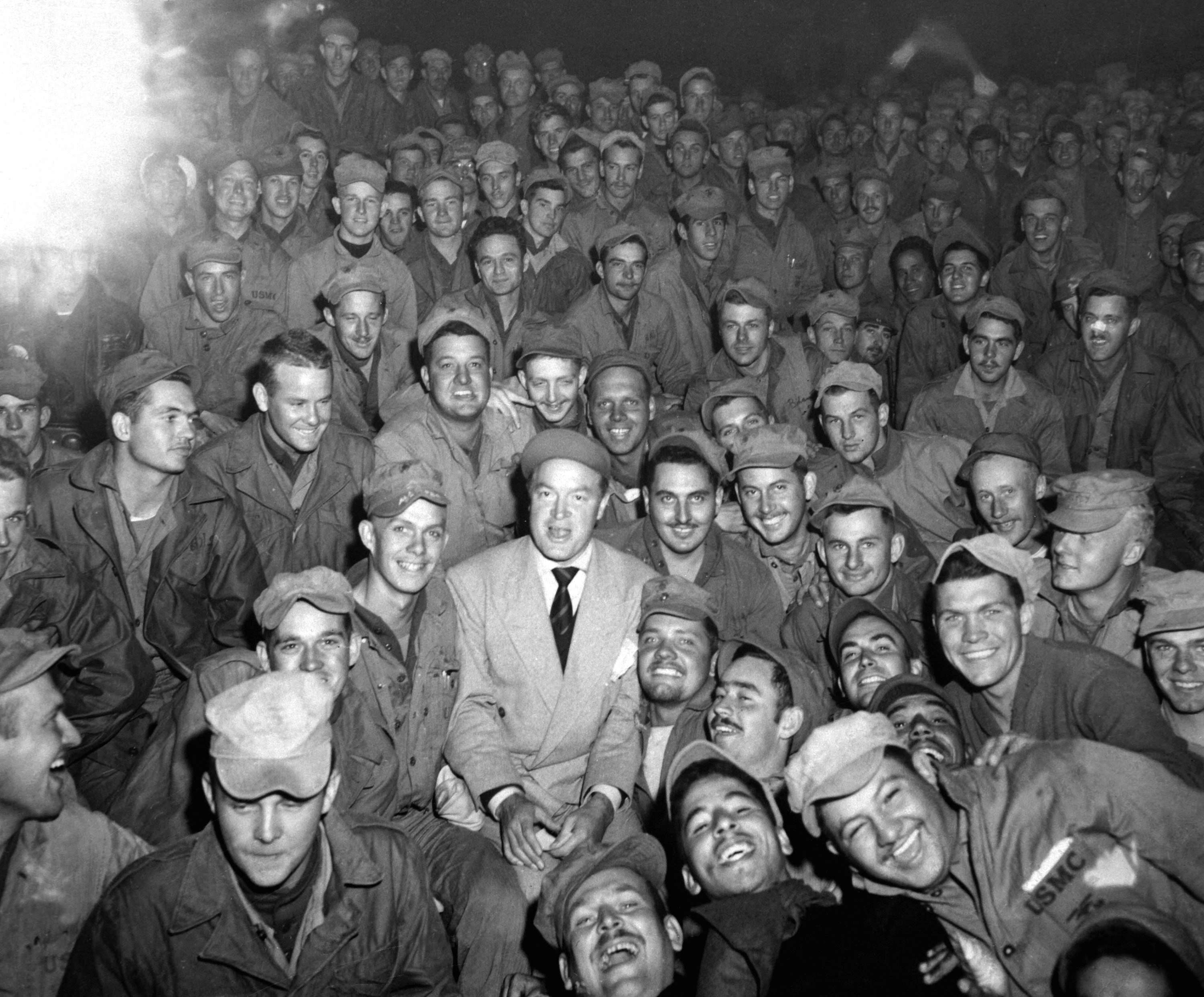
Bob Hope na návštěvě amerických vojáků v Koreji roku 1950

Bob Hope, původním jménem Leslie Townes Hope (29. května 1903, Eltham – 27. července 2003, Toluca Lake, Los Angeles) byl americký herec a moderátor britského původu, ve Spojených státech mimořádně populární díky komediím ze 40. a 50. let (často po boku Binga Crosbyho), mnohonásobnému uvádění cen filmové akademie Oscar a také podpoře organizace, která se stará o americké válečné veterány a realizuje zábavné programy pro americké vojáky v zahraničí (United Service Organizations). O jeho popularitě svědčí, že v televizní anketě Největší Američan z roku 2005 obsadil 17. místo. Má hvězdu na Hollywoodském chodníku slávy.

## Vyznamenání
- Zlatá medaile Kongresu (USA, 8. června 1962)[1]
- Prezidentská medaile svobody (USA, 20. ledna 1969) – udělil prezident Lyndon B. Johnson[2]
- Medaile Za zásluhy (USA, 24. října 1946)
- čestný komandér Řádu britského impéria (Spojené království, 1976)
- čestný rytíř-komandér Řádu britského impéria (Spojené království, 1998)[3]
- rytíř Řádu svatého Silvestra (Vatikán)
- komtur s hvězdou Řádu svatého Řehoře Velikého (Vatikán, 1998) – udělil papež Jan Pavel II.[4]

## Filmografie
- The Big Broadcast of 1938 (1938)
- College Swing (1938)
- Give Me a Sailor (1938)
- Thanks for the Memory (1938)
- Never Say Die (1939)
- Some Like It Hot (1939)
- The Cat and the Canary (1939)
- Road to Singapore (1940)
- The Ghost Breakers (1940)
- Road to Zanzibar (1941)
- Caught in the Draft (1941)
- Nothing But the Truth (1941)
- Louisiana Purchase (1941)
- My Favorite Blonde (1942)
- Road to Morocco (1942)
- Star Spangled Rhythm (1942)
- They Got Me Covered (1943)
- Let's Face It (1943)
- The Princess and the Pirate (1944)
- The Story of G.I. Joe (1945)
- Road to Utopia (1946)
- Monsieur Beaucaire (1946)
- My Favorite Brunette (1947)
- Variety Girl (1947)
- Where There's Life (1947)
- Road to Rio (1947)
- The Paleface (1948)
- Sorrowful Jones (1949)
- The Great Lover (1949)
- Fancy Pants (1950)
- My Favorite Spy (1951)
- The Lemon Drop Kid (1951)
- The Greatest Show on Earth (1952)
- Son of Paleface (1952)
- Road to Bali (1952)
- Off Limits (1953)
- Scared Stiff (1953)
- Here Come the Girls (1953)
- Casanova's Big Night (1954)
- The Seven Little Foys (1955)
- That Certain Feeling (1956)
- The Iron Petticoat (1956)
- Beau James (1957)
- Paris Holiday (1958)
- The Geisha Boy (1958)
- Alias Jesse James (1959)
- The Five Pennies (1959)
- The Facts of Life (1960)
- Bachelor in Paradise (1961)
- The Road to Hong Kong (1962)
- Critic's Choice (1963)
- Call Me Bwana (1963)
- A Global Affair (1964)
- I'll Take Sweden (1965)
- The Oscar (1966)
- Boy, Did I Get a Wrong Number! (1966)
- Not With My Wife, You Don't! (1966)
- Eight on the Lam (1967)
- The Private Navy of Sgt. O'Farrell (1968)
- How to Commit Marriage (1969)
- Cancel My Reservation (1972)
- The Muppet Movie (1979)
- Spies Like Us (1985)
- That Little Monster (1994)